# 2П24
2П24 — радянська самохідна пускова установка ЗРК 2К11 «Круг».

## Опис конструкції
Пускова установка була призначена для запуску зенітної ракети (ЗКР) 3М8 зенітного ракетного комплексу (ЗРК) 2К11 «Круг». Артилерійська частина 2П24 складалася з опорної балки. У хвостовій частині балки на шарнірах було закріплено спеціальну стрілу з кронштейнами. На кронштейнах знаходилися напрямні для запуску ЗКР. У положенні «на марші» ракети були закріплені додатковими опорами, які також перебували на стрілі. Для надійної фіксації ракет, спереду була опора спеціальної конструкції. Через велику висоту пускової установки були проблеми з проходженням під мостами, тому для зниження висоти при русі верхня консоль стабілізатора могла демонтуватися.
Стріла з ракетами піднімалася за допомогою двох гідроциліндрів і забезпечувала вертикальний кут наведення в діапазоні від +10 до +60°, під час запуску ракет бойовий розрахунок знаходився всередині пускової установки.

## Ходова частина
Шасі мало позначення за класифікацією ДБТУ «Об'єкт 123» і було семикатковою модифікацією базового шасі САУ СУ-100П.

## Оператори
Див. основну статтю 2К11 «Круг»: Оператори